# 국도 제497호선 (일본)
국도 제497호선(国道497号)은 일본 후쿠오카현 후쿠오카시 하카타구에서 사가현 다케오시의 다케오 분기점까지 이어주는 일반국도 노선이다. 그러나 이 국도 노선은 대다수가 니시큐슈 자동차도로 지정되어 있어, 연결되어 있는 유료도로의 경우 후쿠오카시 하카타구에서 다케오시까지 전체의 구간을 이른다. 다만 이 도로의 운영 주체는 서일본 고속도로이다. 총 연장 105.1 km 전체 중 실제 연장은 81.5 km에 이른다.

## 같이 보기
- 니시큐슈 자동차도